# Col du Galibier
Pour les articles homonymes, voir Galibier.
Le col du Galibier est un col routier des Alpes françaises situé à 2 642 mètres d'altitude entre les départements de la Savoie au nord et des Hautes-Alpes au sud. Il relie ainsi Saint-Michel-de-Maurienne via le col du Télégraphe, à Briançon et La Grave via le col du Lautaret. Il marque traditionnellement la limite entre les Alpes du Nord et les Alpes du Sud françaises. Ce col est fermé à la circulation l'hiver et la route ouvre pour la période estivale habituellement vers la fin mai ou au début du mois de juin, après son déneigement,,. Il est doublé par un tunnel percé sous le col, une centaine de mètres plus bas, doté d'un système de régulation alternée de la circulation.
Situé entre le massif des Arves et le massif des Cerces, en particulier le chaînon du Galibier, il est le quatrième plus haut col routier des Alpes françaises, après le col de l'Iseran (2 764 mètres), le col Agnel (2 744 mètres) et le col de la Bonette (2 715 mètres).

## Toponymie
Le col du Galibier est mentionné dès la fin du XIIe siècle. Le Regeste dauphinois mentionne un document de l'année 1183 où l'on trouve in collo Galaubiae associé au col,. On trouve ensuite, plus tardivement, les formes Custodia collis Galiberii (1516), Le Gallebier, Galabier (1638), Galeibier (1660), Galubier (1741), Galibier (1754).
Le toponyme semble dériver d'un nom d'homme germanique.

## Géographie

### Topographie

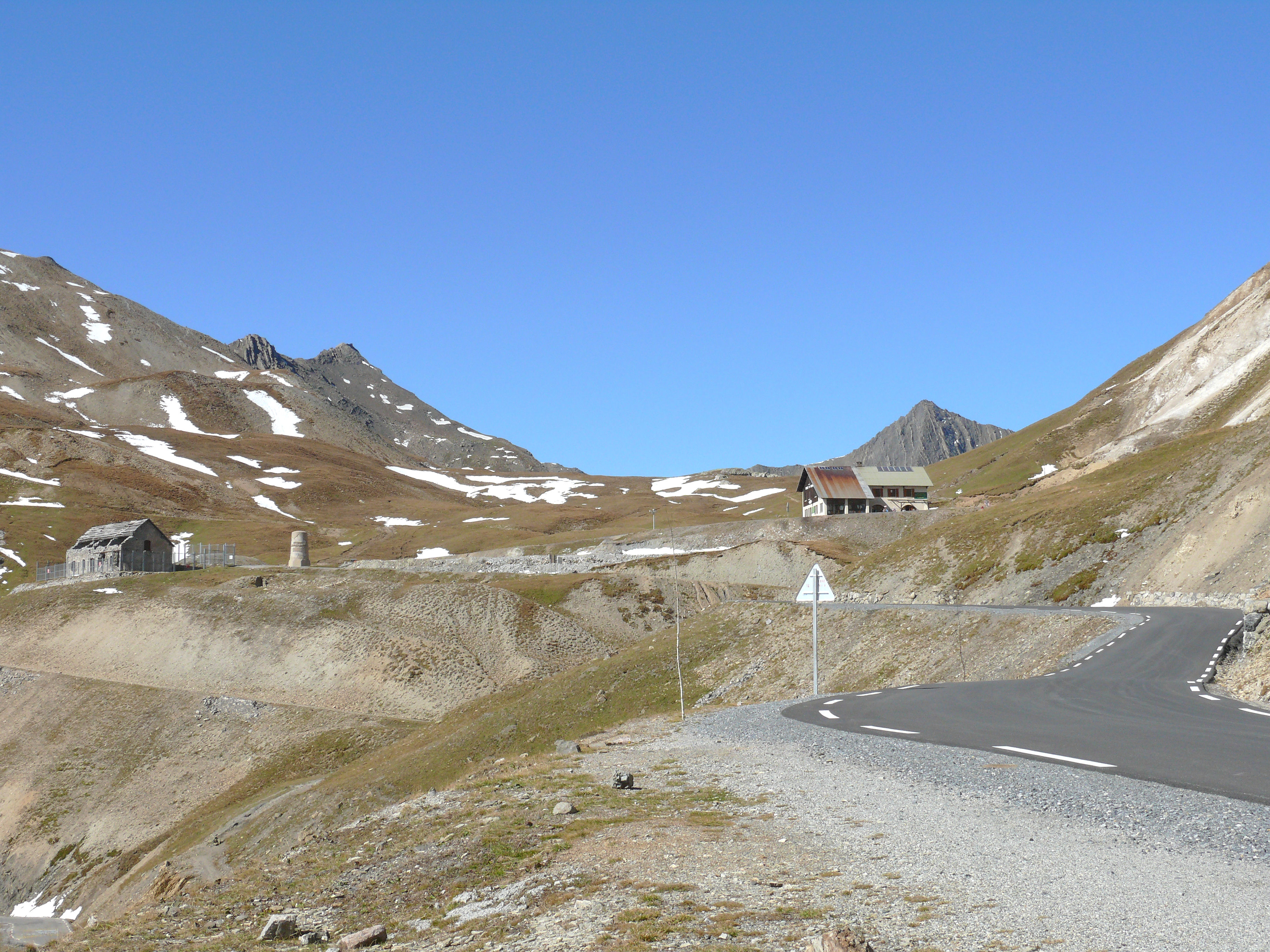
Vue depuis l'adret du col routier à l'entrée sud du tunnel du Galibier du vrai col topographique derrière le monument Henri Desgrange et au pied du Petit Galibier sur la gauche.

Le col du Galibier est situé dans les Alpes, à la limite entre le massif des Arves à l'ouest et celui des Cerces à l'est, entre la vallée de la Guisane au sud et celle de la Maurienne au nord. Il est entouré par le Grand Galibier (3 228 m) à l'est et le Petit Galibier Ouest (2 826 m) et le pic des Trois Évêchés (3 116 m) à l'ouest. D'un point de vue administratif, son adret est situé sur le territoire communal du Monêtier-les-Bains du département des Hautes-Alpes de la région Provence-Alpes-Côte d'Azur au sud et son ubac est situé sur celui de Valloire du département de la Savoie de la région Auvergne-Rhône-Alpes au nord. Son adret est inclus dans la zone périphérique du parc national des Écrins dont la zone cœur s'étend au sud-ouest ; les champs de tir du Galibier-Grandes-Rousses et de Rochilles-Mont Thabor l'encadrent respectivement à l'ouest et à l'est.
Le col s'élève à 2 642 mètres d'altitude sur la crête du Galibier descendant du Grand Galibier ; il est franchi par une route et traversé par un tunnel une centaine de mètres plus bas. Cependant, ce passage ne marque pas le point le plus bas sur la ligne de crête entre les massifs des Arves et des Cerces : le vrai col topographique — qui ne porte pas de nom — se trouve en réalité à environ 400 mètres à l'ouest du col routier et à environ 370 mètres au nord-ouest du monument Henri Desgrange, au pied de l'ubac du Petit Galibier Ouest, à 2 593 mètres d'altitude soit 49 mètres plus bas que le col routier. Si l'adret de ce col présente une forme évasée et des pentes douces, son ubac est en revanche beaucoup plus escarpé et composé de terrains instables qui ont peut-être conduit au tracé actuel de la route bien qu'il soit légèrement plus en altitude.

### Géologie
Les crêtes rocheuses du Grand Galibier, du roc Termier et de la Tête de Colombe sont constituées de calcaires dolomitiques et de quartzites triasiques (200-250 Ma) appartenant à une nappe de charriage, dite briançonnaise. Au-dessous de cette nappe viennent des terrains plus tendres et plus ravinés (domaine sub-briançonnais à pentes plus douces), faits de calcschistes gris plus tendres et de marnes crétacées (70 Ma), terrains auxquels appartiennent le col du Galibier. Il y a donc superposition anormale puisque du Trias, terrain ancien, repose sur du Crétacé et du Tertiaire, plus récents. Une autre compression fait chevaucher ce compartiment sub-briançonnais (écailles formant elles-mêmes une nappe de charriage) sur le compartiment dauphinois formé de flysch. Cette structure en empilement de nappes (déplacées de l'ordre de 20 à 30 km, soit une vitesse moyenne d'un cm par an), contemporaine du plissement alpin (30 Ma), a été facilitée par la présence de couches de gypse jouant le rôle de « lubrifiant tectonique » (couche dite « savon » formant une semelle de nappe). Une dernière compression due au soulèvement du massif de La Meije (5 à 10 Ma) accentue et raccourcit cette superposition de nappes à l'origine horizontale, en même temps que se produisent le basculement vers l'est des compartiments et les soulèvements qui portent l'ensemble à son altitude actuelle.
Le col recèle une curiosité géologique. Des terrains gypseux affleurent au-dessus du tunnel et en contrebas du portail nord du col : un gisement à une centaine de mètres au-dessus et les Gypsières (2 300 m). Ces gypses sont criblés de dépressions décamétriques rappelant les formes karstiques. Certains touristes les confondent même avec des trous d'obus mais il s'agit d'entonnoirs de dissolution (en profondeur se produisent des dissolutions suivies d'effondrements se traduisant, en surface, par ces entonnoirs).

## Les changements de tracé

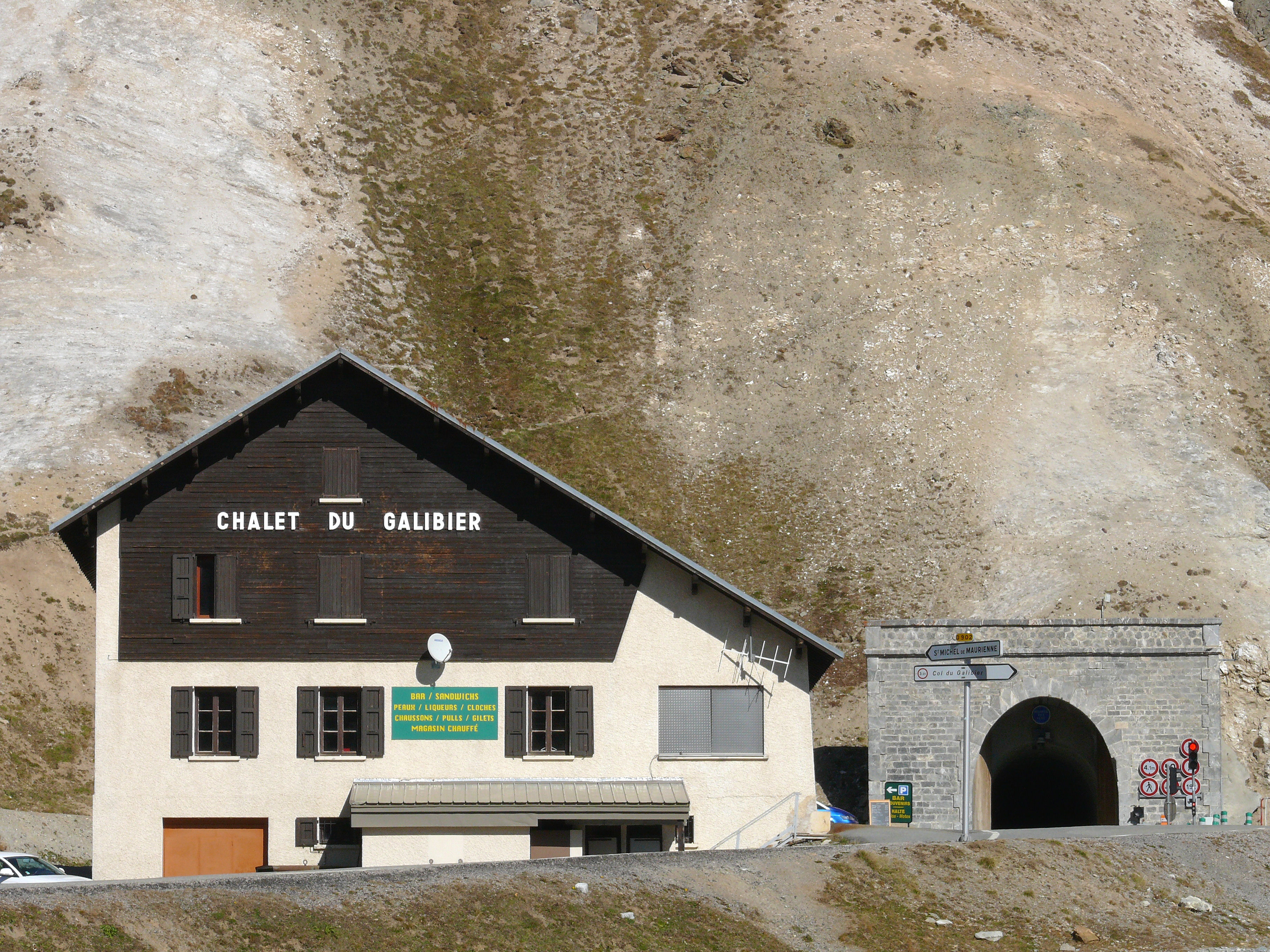
Vue de l'entrée sud du tunnel et du chalet du Galibier, versant sud.

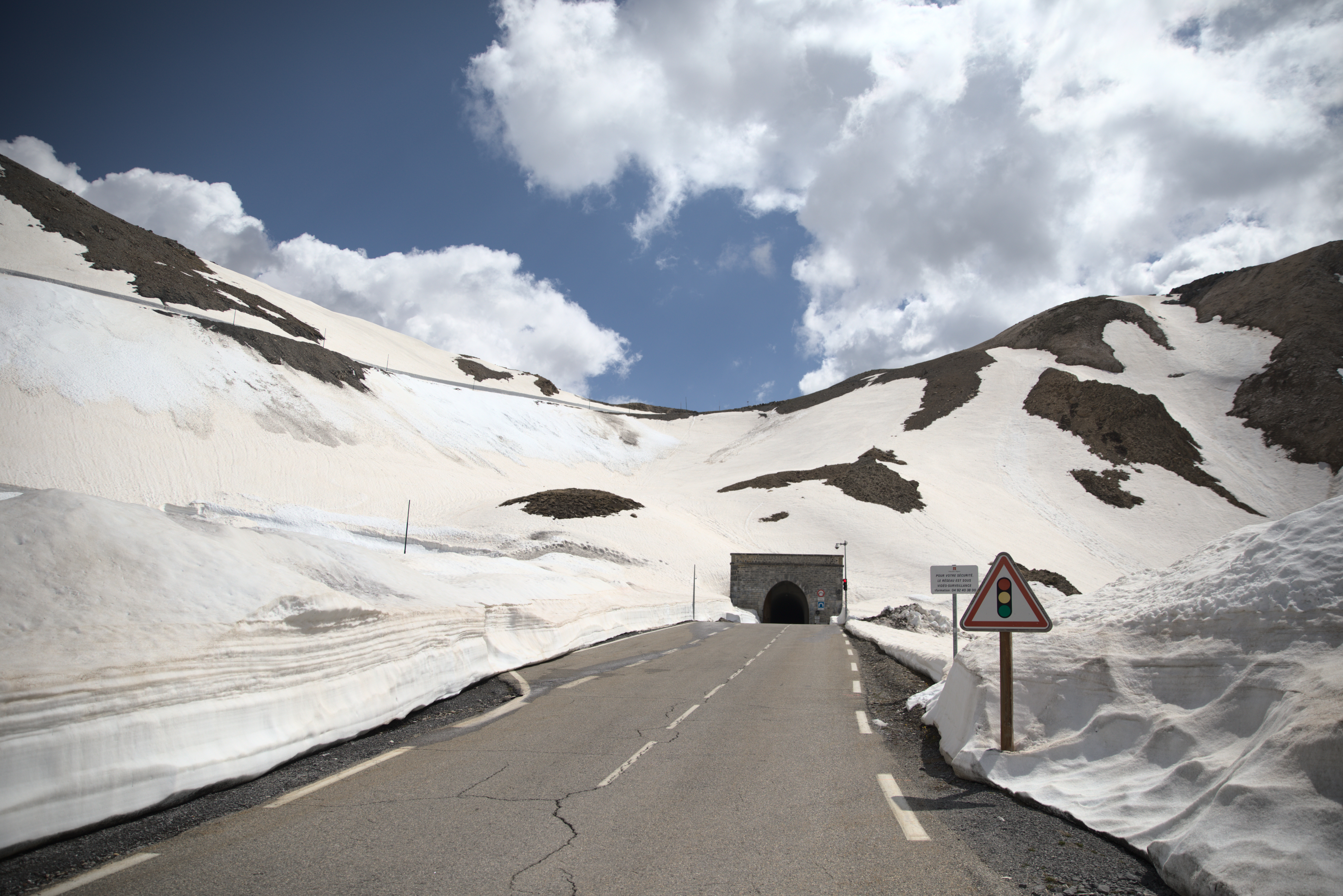
Tunnel du Galibier côté nord le jour de l'ouverture le 29 mai 2020, avec le col en arrière-plan.

La route du Galibier est construite à partir de 1880, et est achevée par le percement du tunnel sommital en 1891. Mais avant le percement du tunnel la route « stratégique » a franchi le col géographique du Galibier à l’altitude de 2 658 m en 1884.
Cette route a par la suite subi de nombreux travaux, le tracé a été modifié à plusieurs reprises, avec pour résultat des appréciations différentes de la difficulté de ce col selon l'époque.
Avant 1976, le tunnel était le seul point de passage au sommet, à une altitude de 2 556 m côté nord et 2 555 m côté sud. Ce tunnel, en maçonnerie, fait 366,5 m de long et 4 m de large. À cause de sa vétusté, le tunnel a été fermé en 1975 car les pierres de la voute se descellaient et rendaient la circulation particulièrement dangereuse. Compte tenu de l'importance de cet axe pour le déroulement du tour de France cycliste, le conseil général des Hautes-Alpes en coordination avec celui de la Savoie ont décidé de confier aux services de l'équipement des deux départements d'étudier un tracé en passant par le col géographique. En 1976, l'enneigement de la route du col du Galibier était peu abondant sur le versant briançonnais, le déneigement côté sud a été réalisé entre le 28 avril et le 6 mai 1976. Seuls les personnels de la subdivision de l'équipement de Briançon pouvaient ouvrir les portes du tunnel, amont et aval. C'est le 12 mai 1976 que le nouveau tracé, sans aucun plan topographique, a été piqueté avec un clisimètre par Bernard Jalbaud, adjoint au chef de la subdivision de Briançon assisté de Jean-Louis Eymard, conducteur de travaux responsable de la brigade du Monêtier-les-Bains. Afin d'éviter les terrains instables composés de schistes, un double lacet a été indispensable pour rejoindre le col géographique qui après nivellement devrait être à l'altitude de 2 645 m. Les travaux de terrassement et de minage dans la partie haute ont été réalisés par l'entreprise Louis Guérin de Montdauphin et le revêtement superficiel par la Société routière du Midi. Ce nouveau tracé construit rapidement a permis de franchir le col topographique en ajoutant sur chaque versant 1 km de nouvelle route à près de 10 % de pente moyenne. L'inauguration de cette nouvelle route a été effectuée en septembre 1976 par le président du Conseil général des Hautes-Alpes, Émile Didier et le maire de Valloire Jean-Baptiste Magnin. Depuis 2002, le tunnel, rénové, est rouvert au trafic automobile (l'ouvrage a une longueur de 370 mètres pour une largeur de 4 mètres qui autorise seulement une circulation alternée par feux tricolores), mais toujours interdit aux vélos, qui doivent franchir le vrai col et ne peuvent pas escamoter le dernier kilomètre, le plus dur de l'ascension.

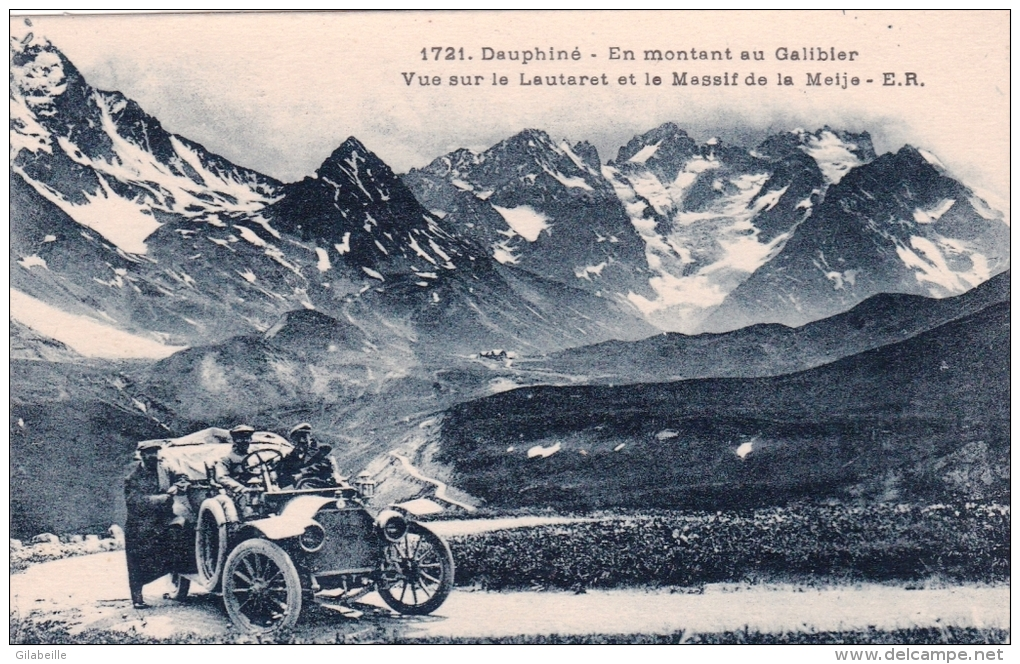
Dauphiné - En montant au Galibier - Vue sur le Lautaret et le Massif de la Meije - E.R., carte postale ancienne de la route du Galibier, vers 1900.

Le tracé de la route sur le versant sud était totalement différent avant l'inauguration en 1938, d'un nouveau tracé débouchant au col du Lautaret et l'abandon progressif de l'ancienne route. Celle-ci, située à l'est de la route actuelle, débouchait sur la D1091 en contrebas du col du Lautaret, juste en amont des Sestrières, et présentait une pente moyenne nettement plus forte que l'actuel tracé (les six derniers kilomètres à presque 10 %), avec un itinéraire plus court mais un dénivelé plus important. L'ancien et le nouveau tracé se rejoignent au niveau du monument Henri Desgrange et ne se croisent qu'une seule fois, en un point situé légèrement en contrebas de ce monument.
Sur son versant nord, la rampe de Bonnenuit, entre Valloire et Plan Lachat, qui présentait une déclivité de 14 %, a été adoucie par la création d'une longue boucle passant le long du torrent, atténuant ainsi considérablement la difficulté du tronçon précédant Plan Lachat.

## Ouverture à la circulation
La route franchissant ce col de haute montagne est fermée à la circulation en hiver. Le déneigement intervient à la fin du printemps.

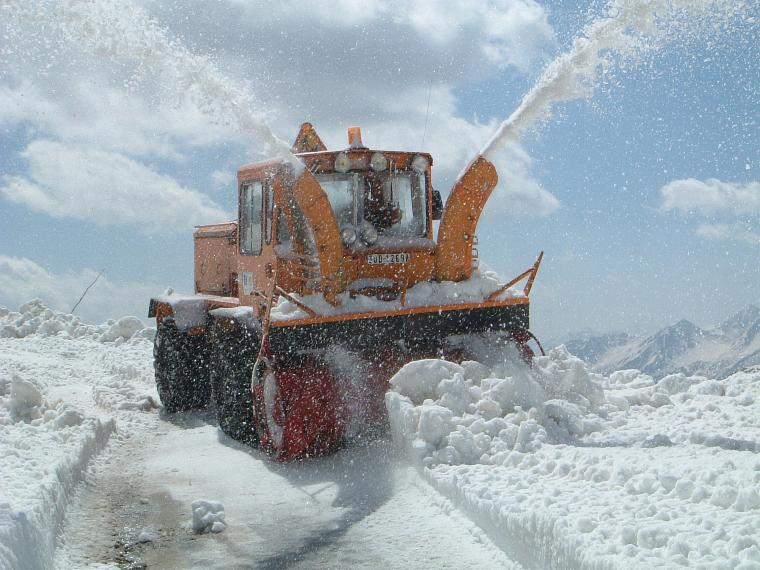
Un engin de déneigement équipé d'une fraise à neige, lors du déneigement de la route du col du Galibier.
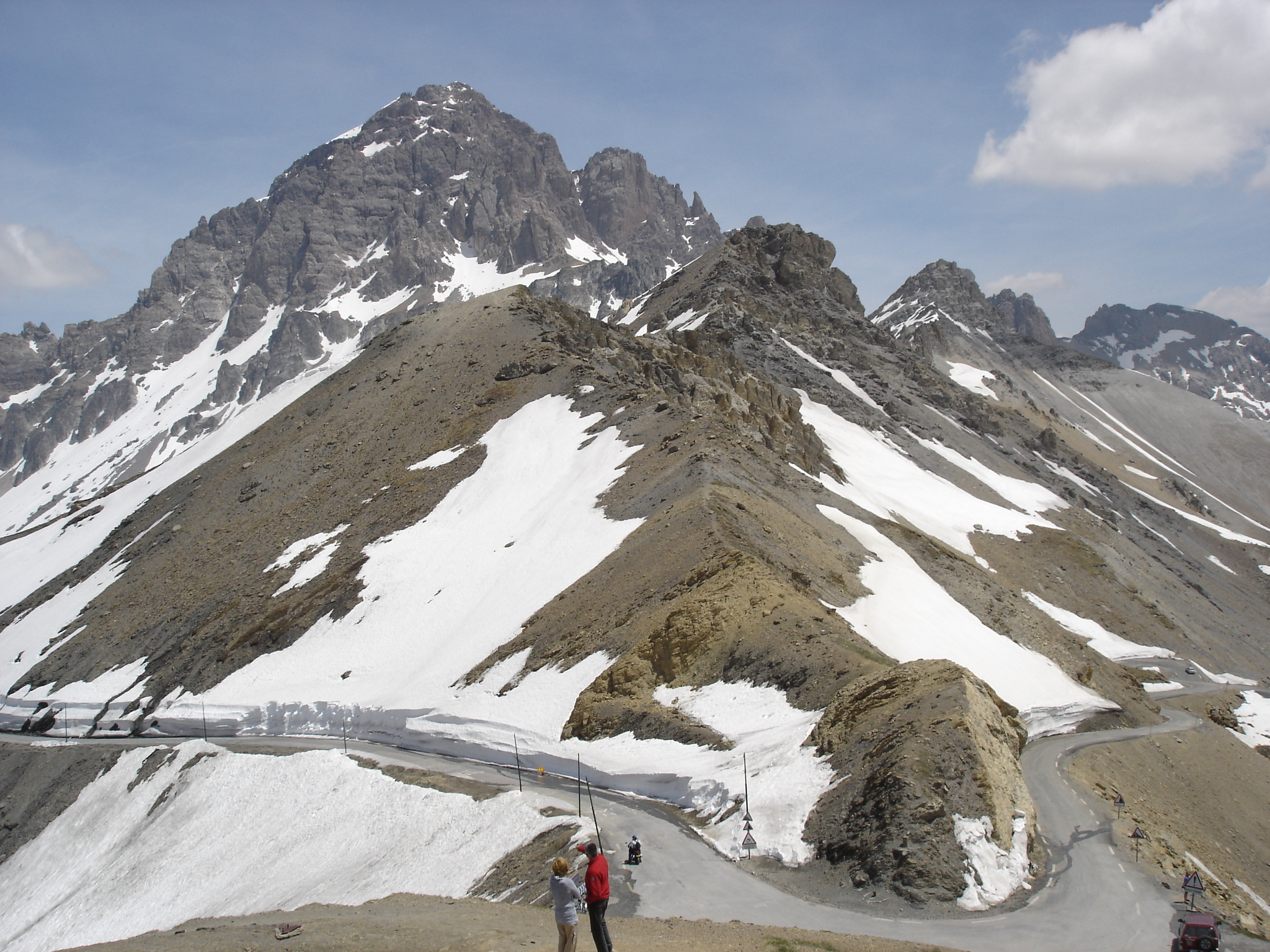
Vue du col avec le passage de la route (virage dans le quart en bas à droite de l'image) ; plus haut, le Grand Galibier (3 228 m).
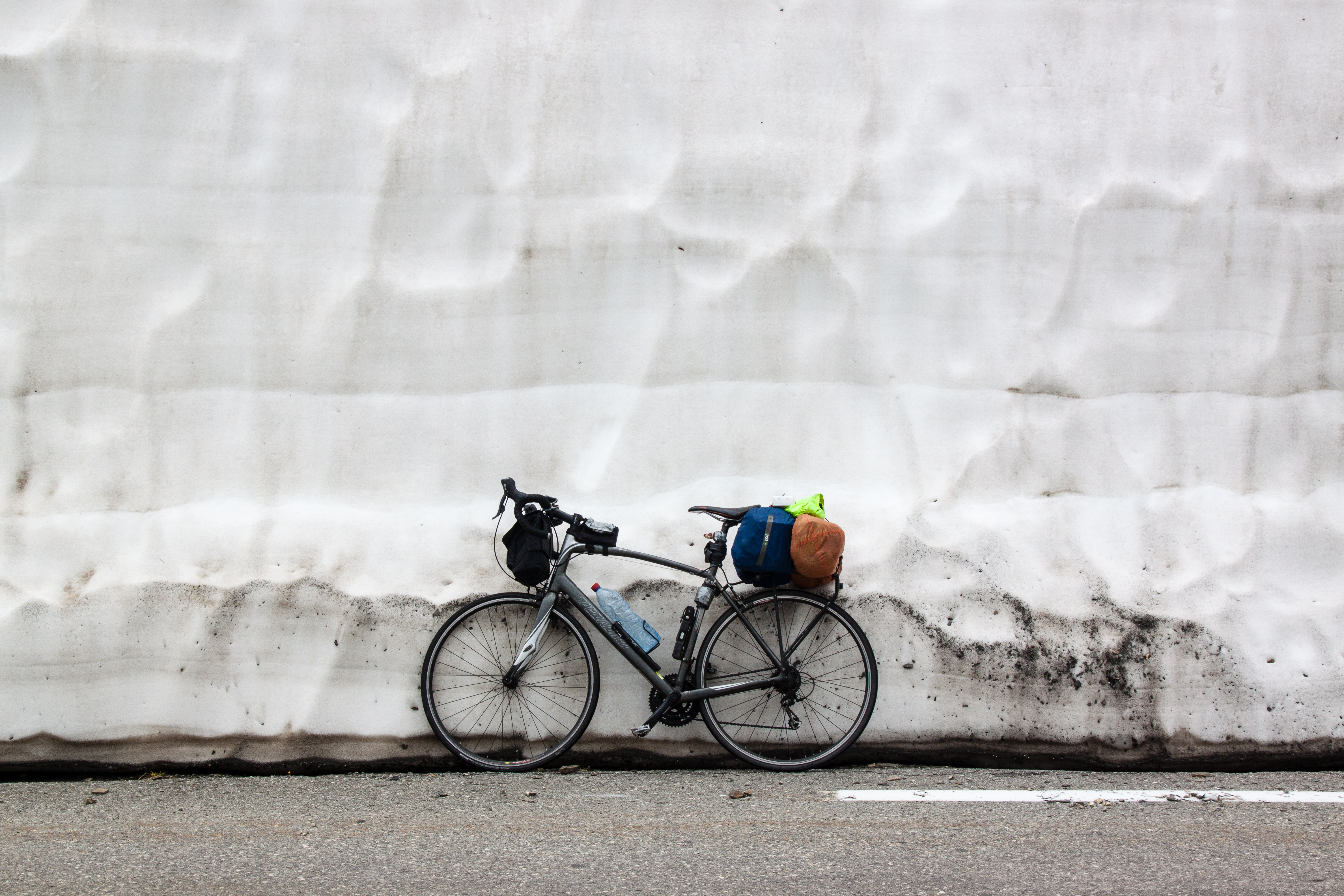
Un vélo appuyé contre l'un des « murs » de neige bordant la route à la fin du printemps, après le déneigement de celle-ci.

## Cyclisme

### Profil
Le col est accessible en été depuis ses deux versants nord et sud. Le tunnel proche du sommet est interdit aux cyclistes.

#### Versant nord

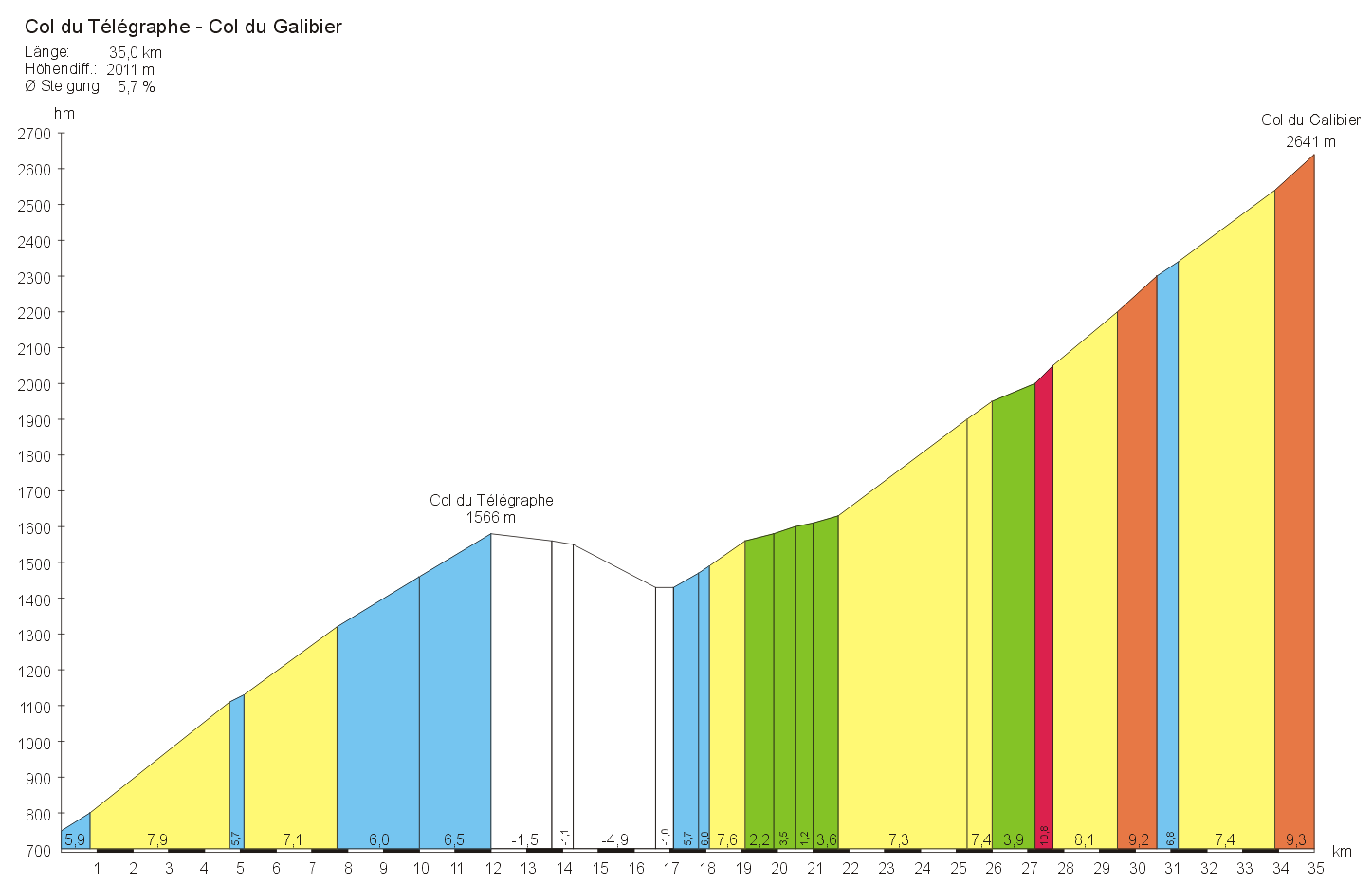
Profil du versant nord depuis Saint-Michel-de-Maurienne.

Sur son versant nord, depuis le carrefour à proximité de l'église au centre de Valloire (1 403 m), l'ascension fait 18,1 km à 6,8 % de moyenne. Cependant, si l'on considère le pied à Saint-Michel-de-Maurienne (715 m) avec l'ascension préalable du col du Télégraphe et son profil de 12,1 km à 7 %, on compte 35,1 km à 5,5 %, une moyenne tronquée par la descente de ce dernier col avant d'arriver à Valloire, la moyenne réelle des pentes s'élevant à 6,9 %.
La sortie de la station de Valloire présente une pente supérieure à 8 % mais, à la sortie du hameau des Verneys, 2 km plus loin, on profite d'un bon replat de 2,05 km à 2,4 % jusqu'au lieu-dit « Pratier » (1 594 m), de quoi remettre du braquet. Mais la pente repart avec notamment des pourcentages à environ 7 % dans le lacet des Étroits qui précède le hameau de Bonnenuit. De ce dernier hameau (1 695 m) jusqu'au parking du Crey Barétaz (1 960 m), on a 3,8 km à environ 7 % sur une route plutôt rectiligne qui suit le ruisseau de la Valloirette. De ce parking jusqu'au petit pont de « Plan Lachat » (1 986 m), la route offre 550 m de répit avec des pentes de près de 4,5 %, ultime replat avant la dernière partie qui s’annonce beaucoup plus dure. En effet, après le passage d'un petit pont, la route grimpe beaucoup plus nettement et il reste 7,85 km à 8,35 % de moyenne à effectuer alors que l’on dépasse peu après les 2 000 m d’altitude qui peuvent s'avérer être difficiles pour ceux qui ne sont pas habitués à la montagne. À partir de là, on entre dans un décor de verdure et de rochers sans aucun bâti sauf au niveau des granges du Galibier à près de 4,5 km du sommet.

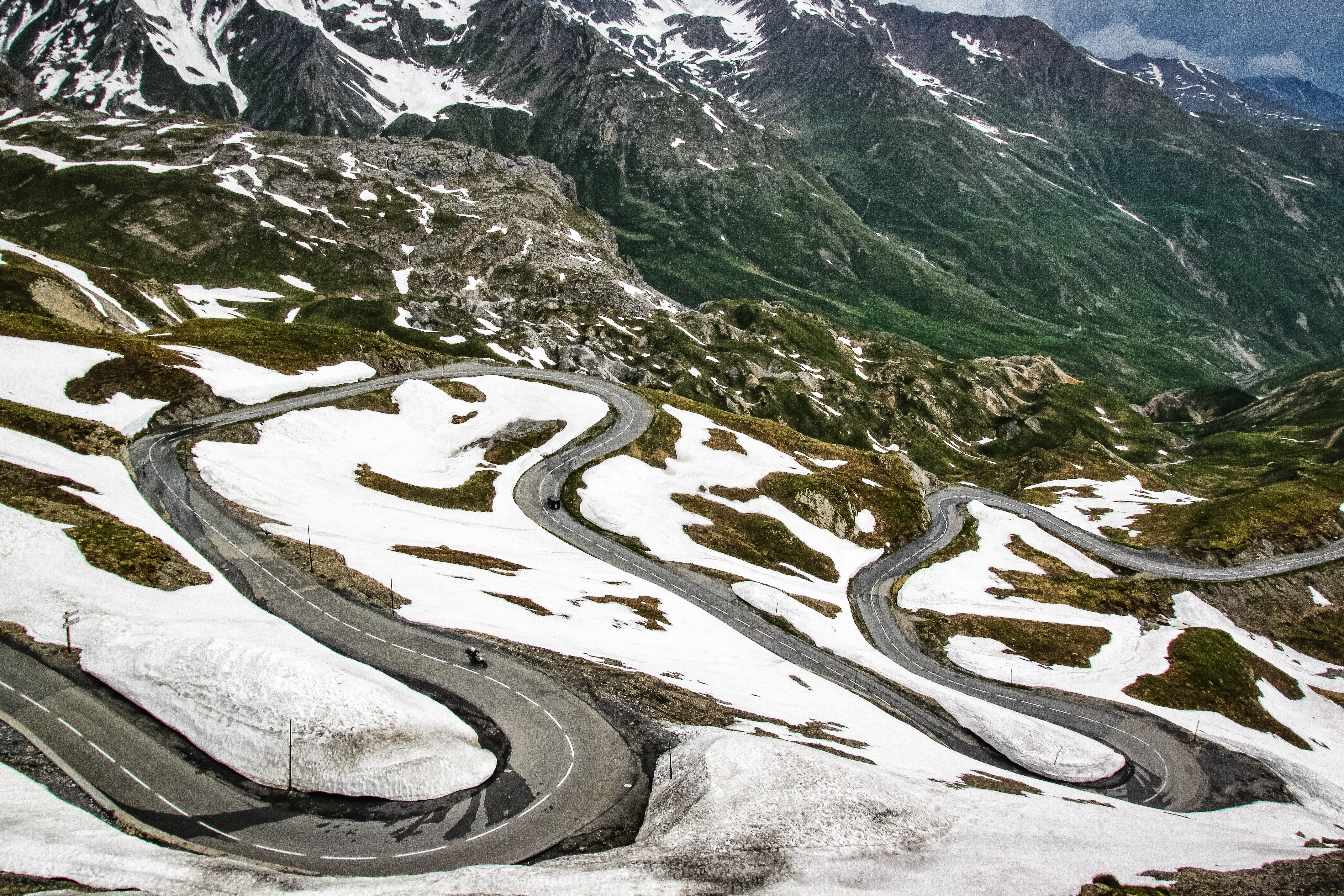
Lacets de la route à proximité du col du Galibier, côté Savoie.

Un kilomètre après le Plan Lachat, un panneau rond indique 9 % pour le kilomètre suivant. Les cyclistes enchaînent les lacets. Certains passages paraissent proches de 10 %, notamment dans le kilomètre qui précède les granges du Galibier ou sur certains lacets des ultimes kilomètres. La route offre peu de répit si ce n'est un court replat juste après les granges du Galibier, à près de 4 km du sommet. Alors qu’il reste 3 km à grimper, on aperçoit le col du Galibier dans les rochers. En été, il arrive qu’il y ait encore quelques congères de neige sur les côtés de la route. À 1 km de l’arrivée, la route se sépare à une intersection devant une auberge, à environ 2 540 m d'altitude. Les cyclistes et motards prennent la route à gauche, avec un dernier kilomètre plutôt impressionnant à près de 9,5 % de moyenne,, tandis que les automobilistes peuvent emprunter tout droit le tunnel du Galibier (2 556 m) pour passer sur l'autre versant. Le col se trouve à 2 642 m d’altitude.

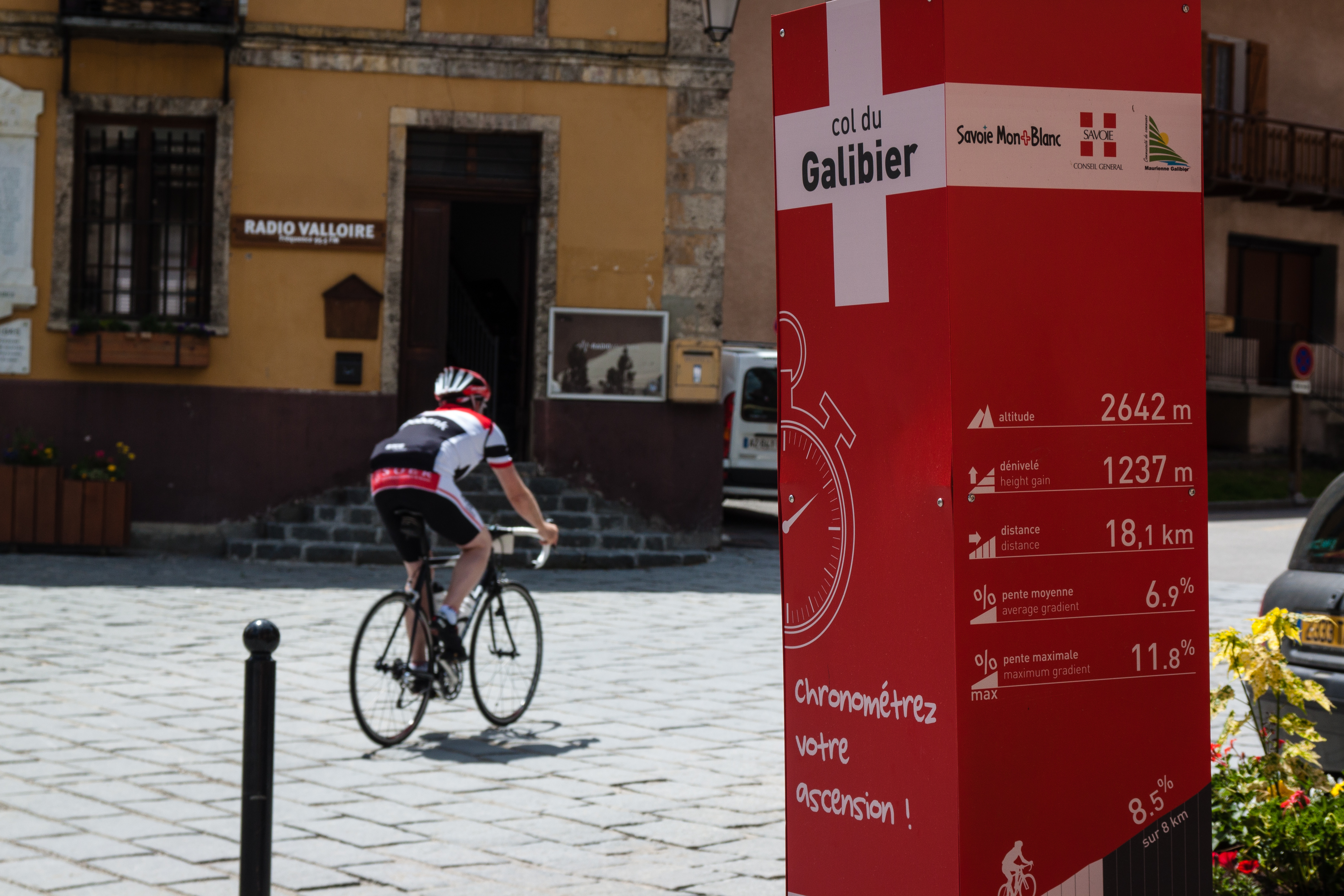
Point de départ à Valloire.
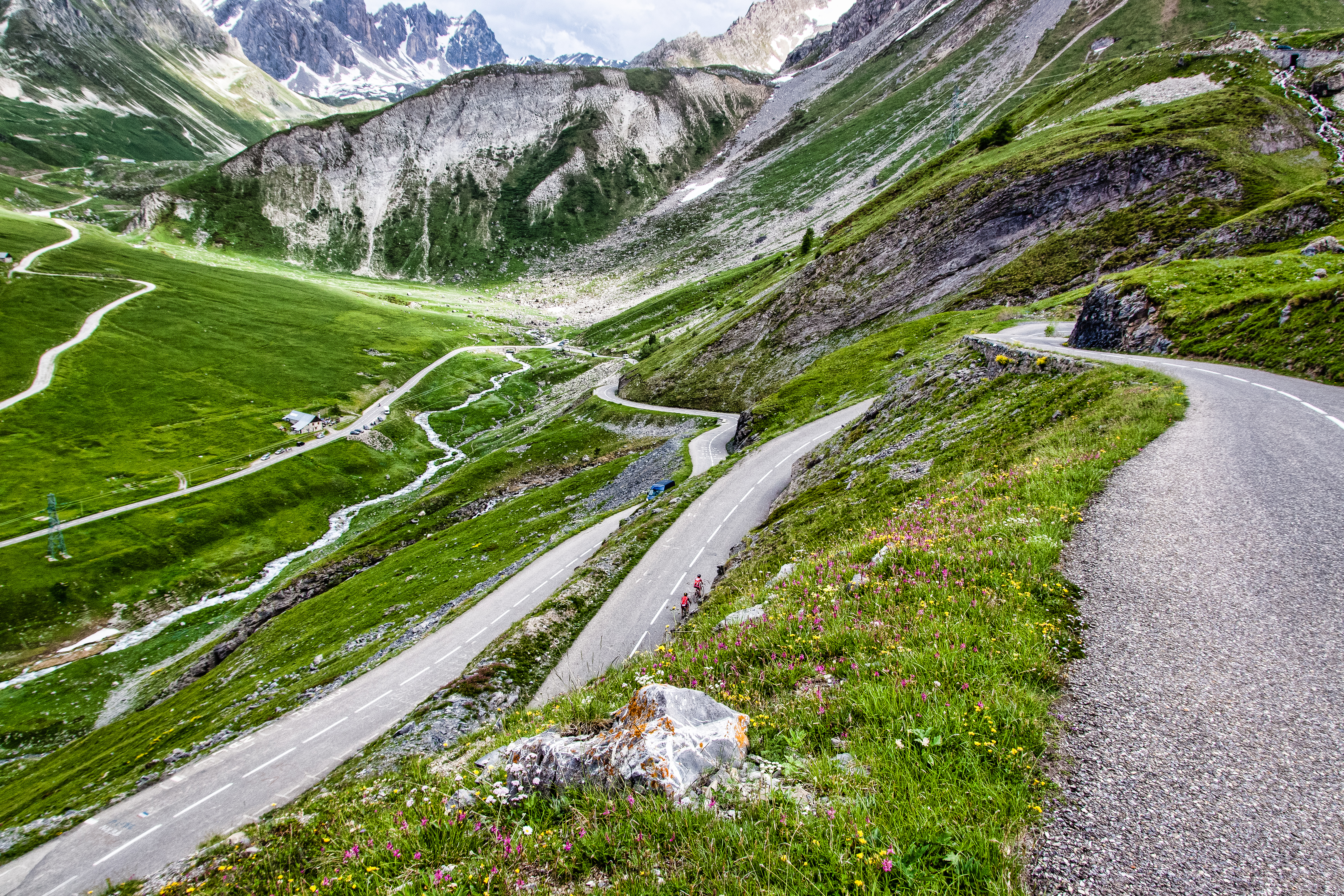
Les lacets au-dessus de Plan Lachat, que l'on aperçoit en bas.
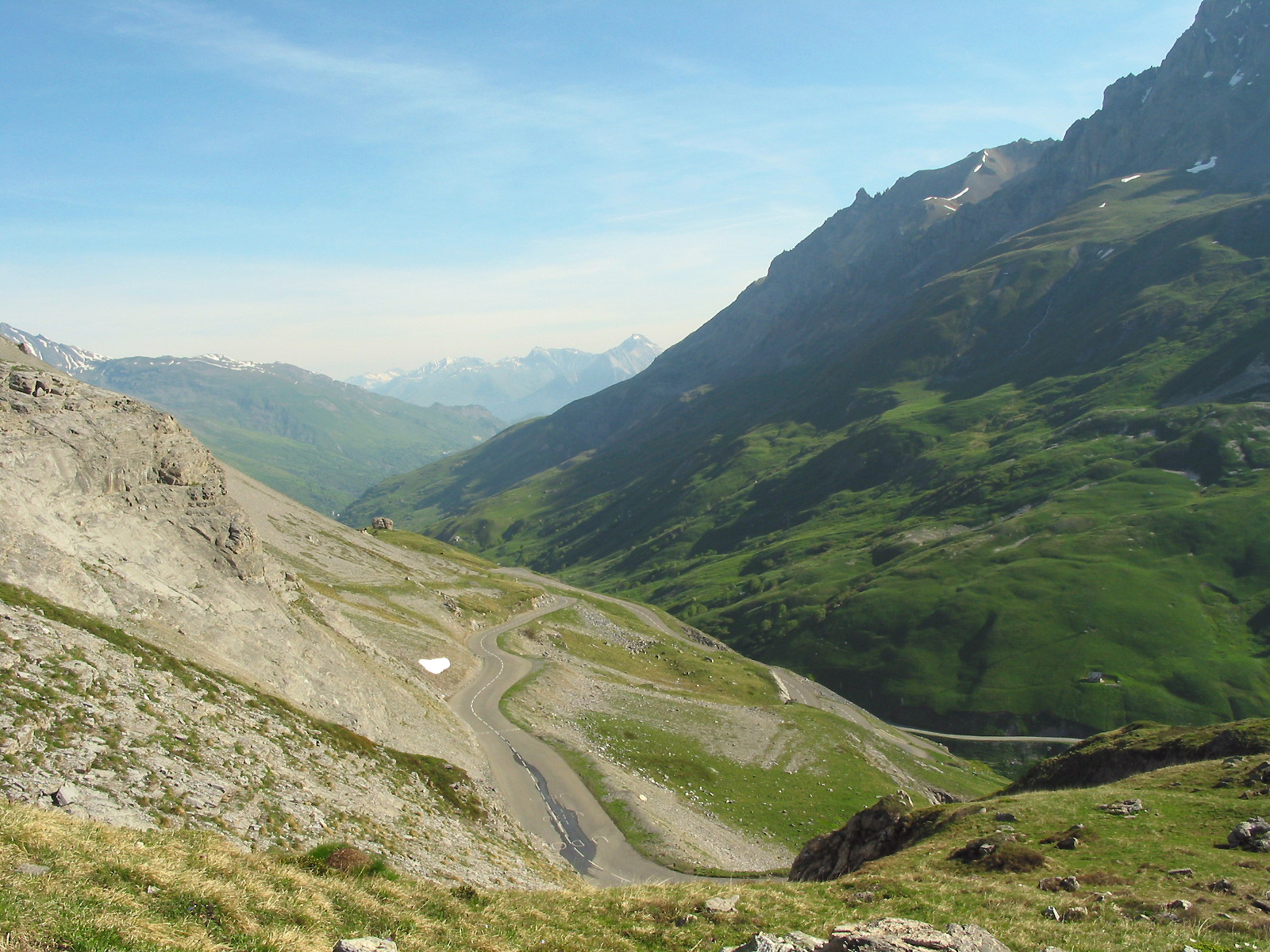
Vallée de la Valloirette.
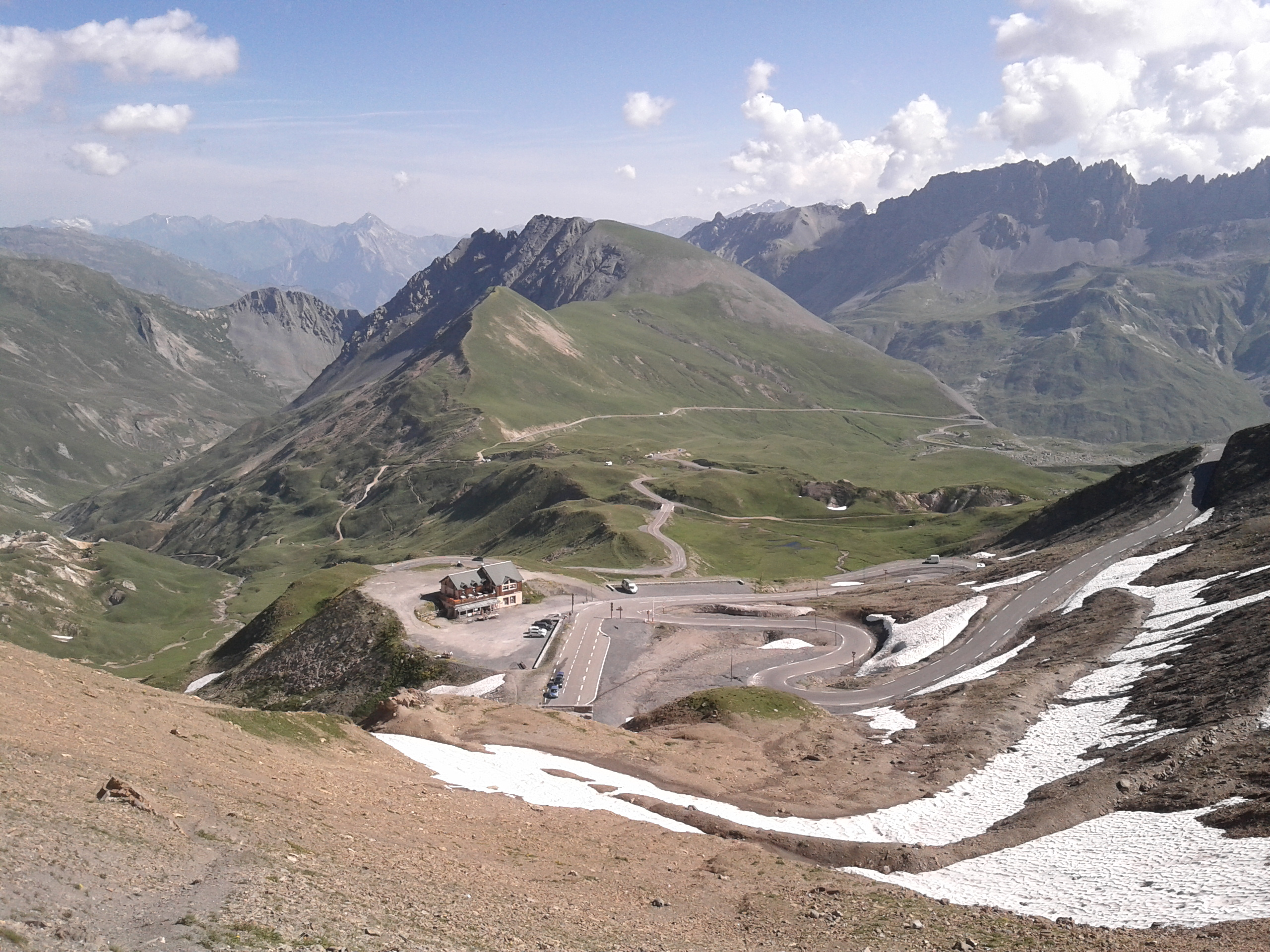
Des névés sont toujours présents au mois de juillet dans les derniers kilomètres.

#### Versants sud-est et sud-ouest
L'accès par le sud comprend deux routes qui viennent l'une de Briançon, l'autre du Bourg-d'Oisans et se rejoignent au col du Lautaret (2 057 m), un col assez roulant mais long. De ce dernier col, il reste 8,65 km à 6,75 %. Après quelques hectomètres faciles au départ, on trouve des pentes régulières à 6-7 % durant une grande partie de l'ascension, avec tout au plus quelques portions à 8 %. Cependant, les coureurs peuvent profiter d'un replat au niveau de la stèle dédiée à Henri Desgrange et ce jusqu'au tunnel du Galibier. Pour terminer, à partir de l'embranchement du tunnel, il reste un peu plus de 900 m à près de 9,5 % de moyenne comprenant un passage à 11 %, le plus difficile pour le final.
Par le versant sud-est, depuis Briançon, l'ascension totalise 36,35 km à 3,95 % depuis le croisement (1 204 m) entre les routes D2 et N94 à Briançon. Ceci peut être légèrement raccourci pour ceux provenant du col de Montgenèvre ou de la vallée de la Clarée avec 34,75 km depuis le rond-point (1 262 m) entre les routes N94 et D1091, au-dessus de la ville.
Il est également possible d'effectuer l'ascension par le versant sud-ouest, depuis le barrage du Clapier, non loin du Bourg-d'Oisans. L'ascension est alors de 42,7 km à 4,4 % de moyenne.

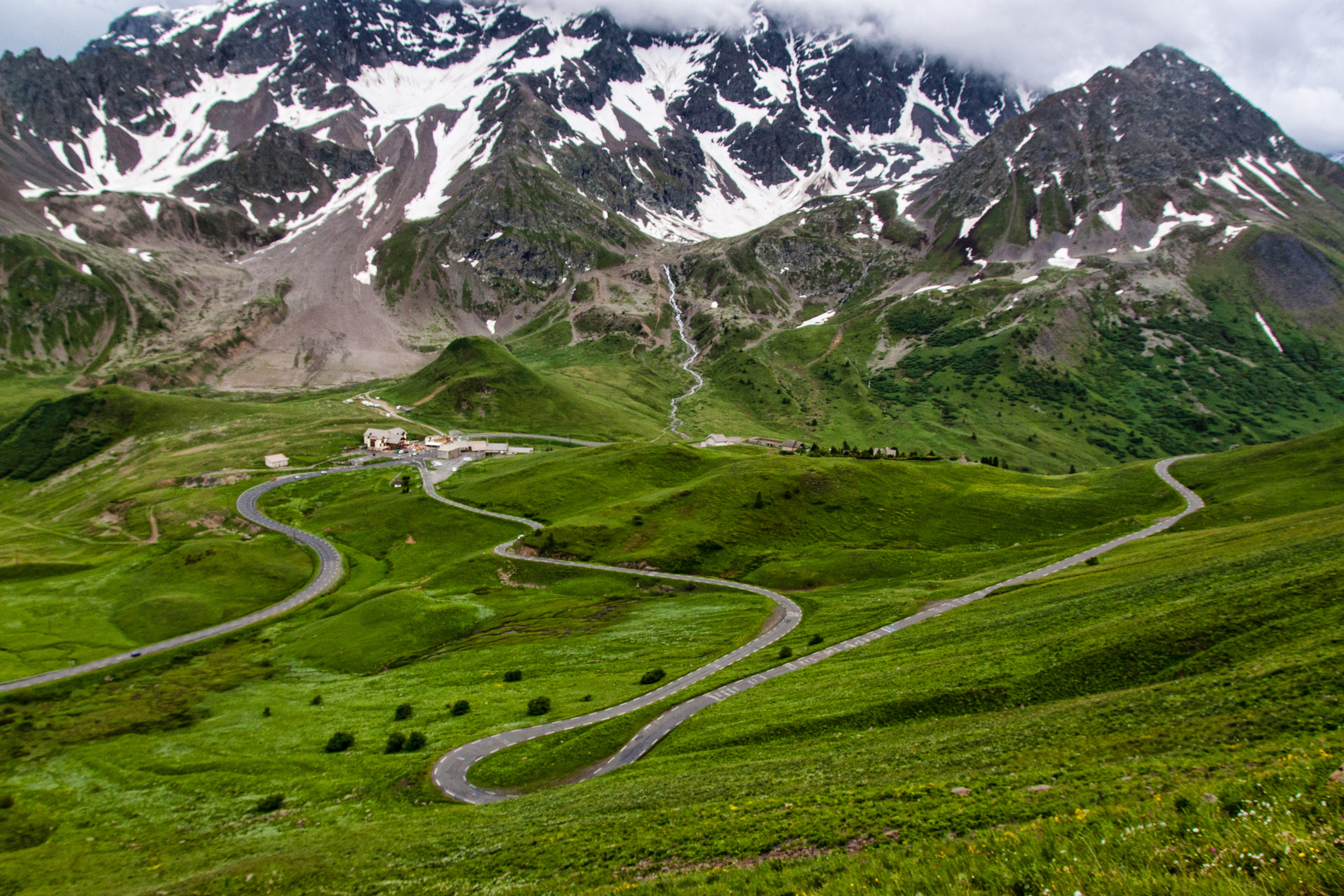
Plus bas le col du Lautaret.
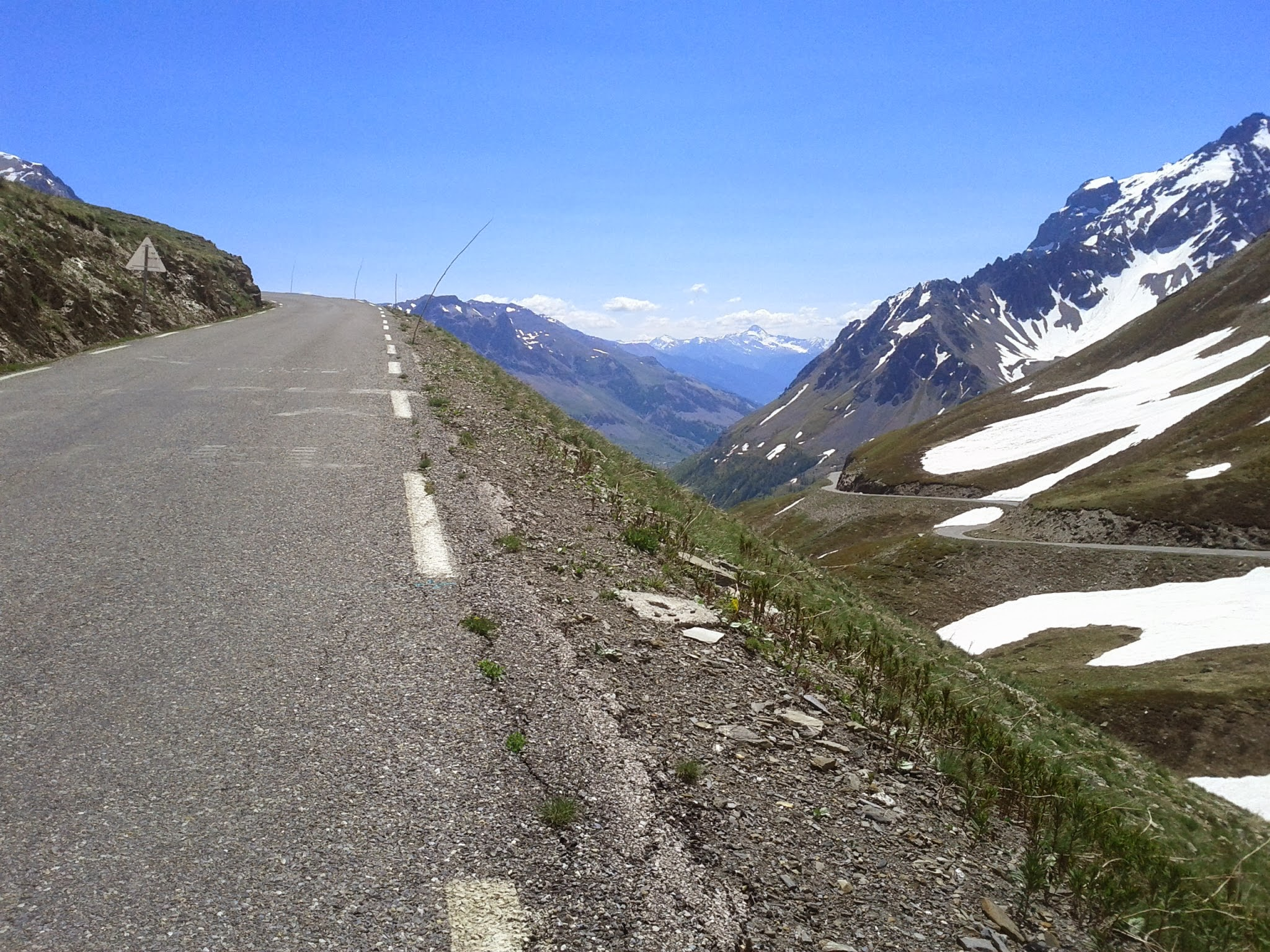
Vue sur le pic de Rochebrune au fond.
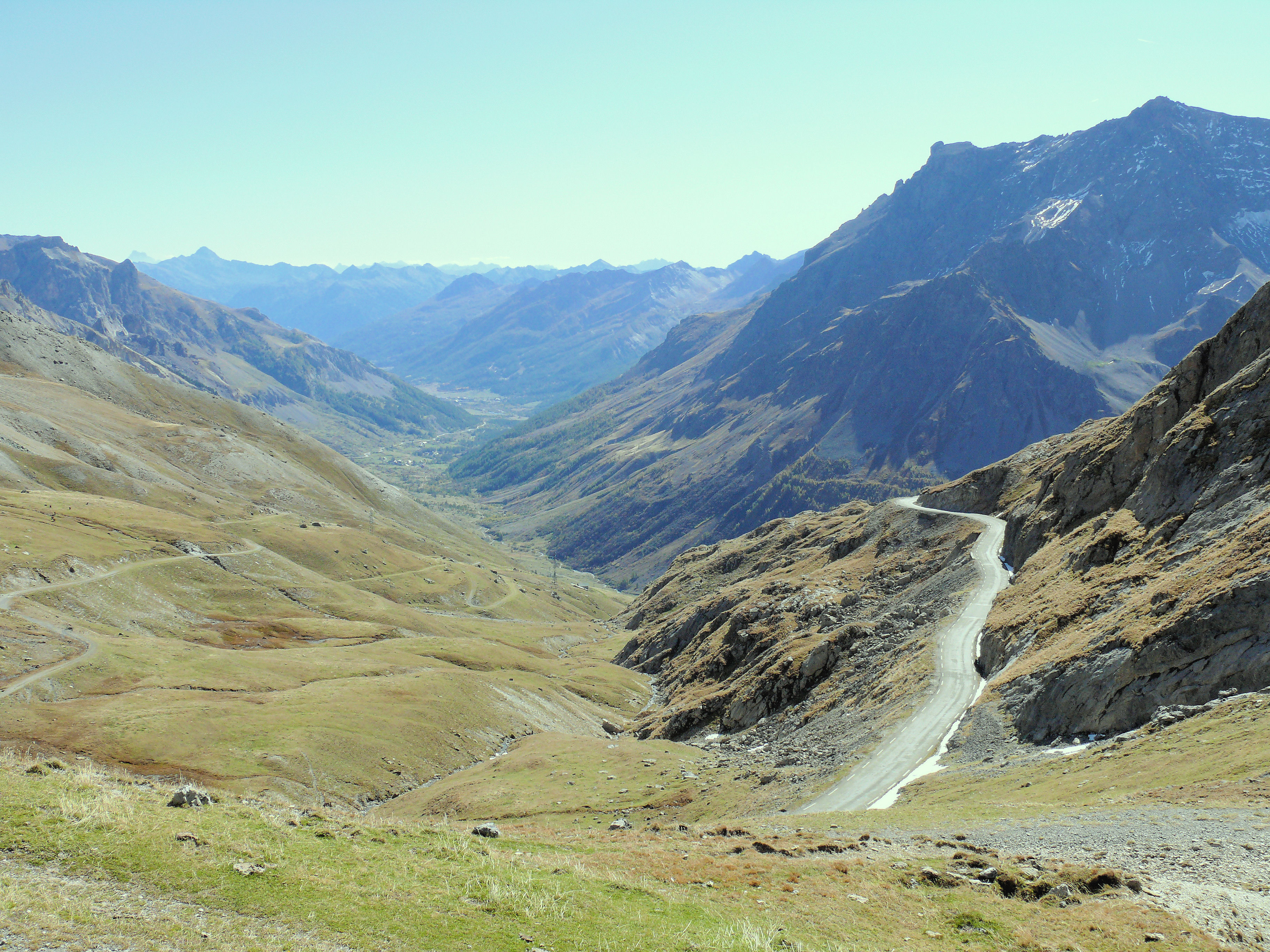
Vue sur la vallée de la Guisane.
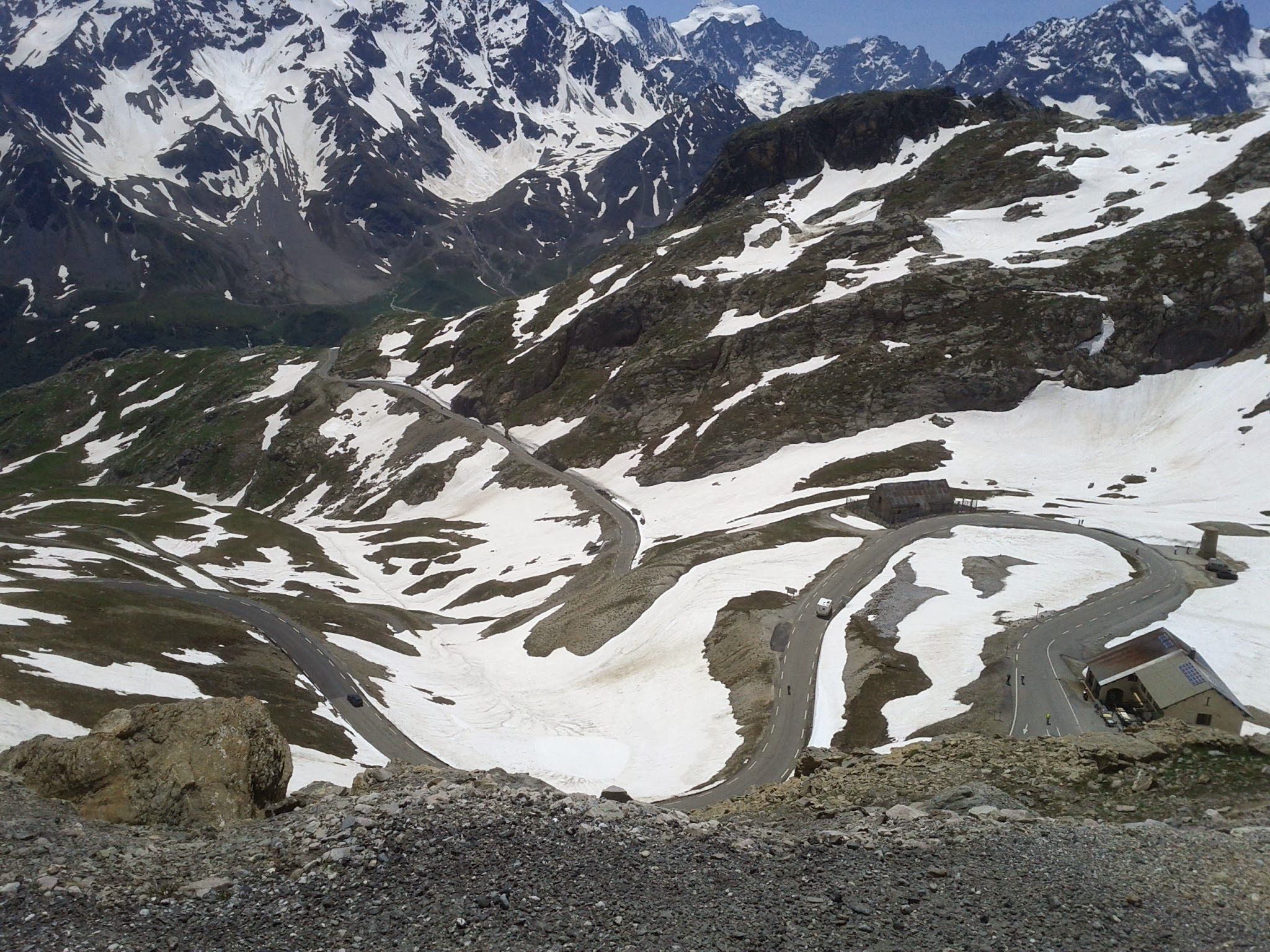
Vue plus bas sur le monument en hommage à Henri Desgranges et le chalet du Galibier.

### Passages du Tour de France

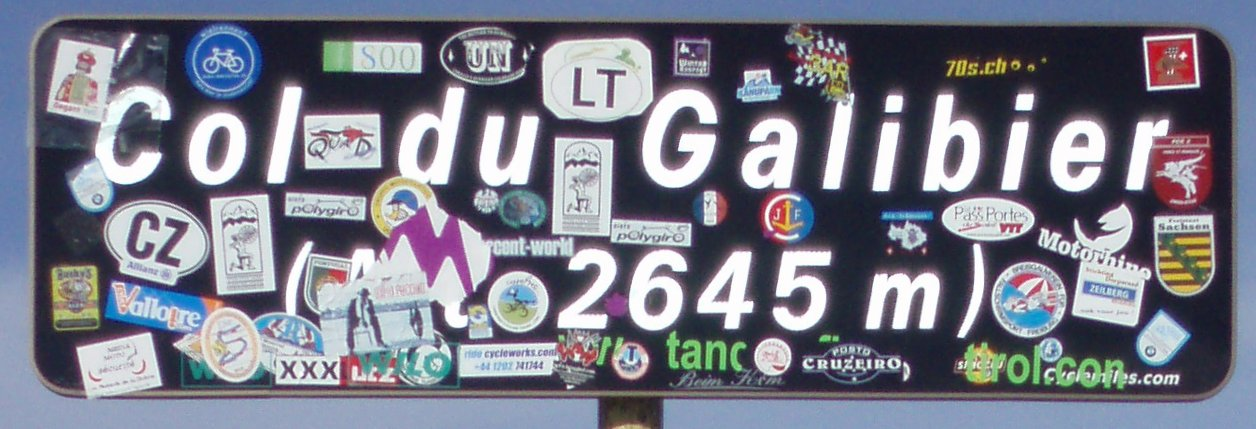
Panneau indicateur de l'altitude au col avec les « trophées » de certains cyclistes amateurs.

Indiqué à 2 645 m par la voirie, mais avec une altitude réelle de 2 642 m, le col est fréquemment le point le plus élevé du Tour de France, bien que dépassé en absolu par la route de la Bonette (2 802 m au sommet de la route faisant le tour de la cime de la Bonette, au-dessus du col homonyme), le col de l'Iseran (2 764 m) et le col Agnel (2 744 m).
Le col du Galibier a été franchi au total à 64 reprises par le Tour de France, dont 37 depuis 1947, ce qui en fait le col alpestre le plus souvent emprunté par l'épreuve, loin cependant derrière les plus grands cols pyrénéens, Tourmalet en tête avec 85 passages en 2023. Il est escaladé pour la première fois le 10 juillet 1911, Émile Georget étant le seul à le franchir sans mettre pied à terre dans les neiges en lançant aux témoins « Ça vous en bouche un coin » tout en qualifiant de « bandits » les organisateurs qui ont osé faire passer les coureurs par ce col. Il est classé hors catégorie depuis 1979. Son passage en 1996 a été neutralisé en raison de la neige. En 2011, pour le centenaire du passage au sommet, les coureurs font l'ascension du col à deux reprises, par deux versants différents. La 18e étape offre même l'arrivée la plus haute de l'histoire de l'épreuve. Elle dépasse celle réalisée lors de la 17e étape de l'édition 1986 au col du Granon (2 413 m), également situé dans la vallée de la Guisane.
Voici les coureurs qui ont franchi le col en tête, :
| Année | Coureur                      | Pays       | Cat. |
| ----- | ---------------------------- | ---------- | ---- |
| 1911  | Émile Georget                | France     | -    |
| 1912  | Eugène Christophe            | France     | -    |
| 1913  | Marcel Buysse                | Belgique   | -    |
| 1914  | Henri Pélissier              | France     | -    |
| 1919  | Honoré Barthélémy            | France     | -    |
| 1920  | Firmin Lambot                | Belgique   | -    |
| 1921  | Honoré Barthélémy            | France     | -    |
| 1922  | Émile Masson                 | Belgique   | -    |
| 1923  | Henri Pélissier              | France     | -    |
| 1924  | Bartolomeo Aimo              | Italie     | -    |
| 1925  | Lucien Buysse                | Belgique   | -    |
| 1926  | Omer Huyse                   | Belgique   | -    |
| 1927  | Antonin Magne                | France     | -    |
| 1928  | Auguste Verdyck              | Belgique   | -    |
| 1929  | Gaston Rebry                 | Belgique   | -    |
| 1930  | Pierre Magne et Benoît Faure | France     | -    |
| 1931  | Jef Demuysere                | Belgique   | -    |
| 1932  | Francesco Camusso            | Italie     | -    |
| 1933  | Vicente Trueba               | Espagne    | -    |
| 1934  | Federico Ezquerra            | Espagne    | -    |
| 1935  | Gabriel Ruozzi               | France     | -    |
| 1936  | Federico Ezquerra            | Espagne    | -    |
| 1937  | Gino Bartali                 | Italie     | -    |
| 1938  | Mario Vicini                 | Italie     | -    |
| 1939  | Dante Gianello               | France     | -    |
| 1947  | Fermo Camellini              | Italie     | 1re  |
| 1948  | Lucien Teisseire             | France     | 2e   |
| 1952  | Fausto Coppi                 | Italie     | 1re  |
| 1954  | Federico Bahamontes          | Espagne    | 1re  |
| 1955  | Charly Gaul                  | Luxembourg | 1re  |
| 1957  | Marcel Janssens              | Belgique   | 1re  |
| 1959  | Charly Gaul                  | Luxembourg | 2e   |
| 1964  | Federico Bahamontes          | Espagne    | 1re  |
| 1966  | Julio Jiménez                | Espagne    | 1re  |

| Année    | Coureur              | Pays               | Cat. |
| -------- | -------------------- | ------------------ | ---- |
| 1967     | Julio Jiménez        | Espagne            | 1re  |
| 1969     | Eddy Merckx          | Belgique           | 1re  |
| 1972     | Joop Zoetemelk       | Pays-Bas           | 1re  |
| 1973     | Luis Ocaña           | Espagne            | 1re  |
| 1974     | Vicente López Carril | Espagne            | 1re  |
| 1979     | Lucien Van Impe      | Belgique           | HC   |
| 1980     | Johan De Muynck      | Belgique           | HC   |
| 1984     | Francisco Rodríguez  | Colombie           | HC   |
| 1986     | Luis Herrera         | Colombie           | HC   |
| 1987     | Pedro Muñoz          | Espagne            | HC   |
| 1989     | Gert-Jan Theunisse   | Pays-Bas           | HC   |
| 1992     | Franco Chioccioli    | Italie             | HC   |
| 1993     | Tony Rominger        | Suisse             | HC   |
| 1996     | Passage neutralisé   | Passage neutralisé | HC   |
| 1998     | Marco Pantani        | Italie             | HC   |
| 1999     | José Luis Arrieta    | Espagne            | HC   |
| 2000     | Pascal Hervé         | France             | HC   |
| 2002     | Santiago Botero      | Colombie           | HC   |
| 2003     | Stefano Garzelli     | Italie             | HC   |
| 2005     | Alexandre Vinokourov | Kazakhstan         | HC   |
| 2006     | Michael Rasmussen    | Danemark           | HC   |
| 2007     | Mauricio Soler       | Colombie           | HC   |
| 2008     | Stefan Schumacher    | Allemagne          | HC   |
| 2011 (1) | Andy Schleck         | Luxembourg         | HC   |
| 2011 (2) | Andy Schleck         | Luxembourg         | HC   |
| 2017     | Primož Roglič        | Slovénie           | HC   |
| 2019     | Nairo Quintana       | Colombie           | HC   |
| 2022 (1) | Warren Barguil       | France             | HC   |
| 2022 (2) | Anthony Perez        | France             | HC   |
| 2024     | Tadej Pogačar        | Slovénie           | HC   |

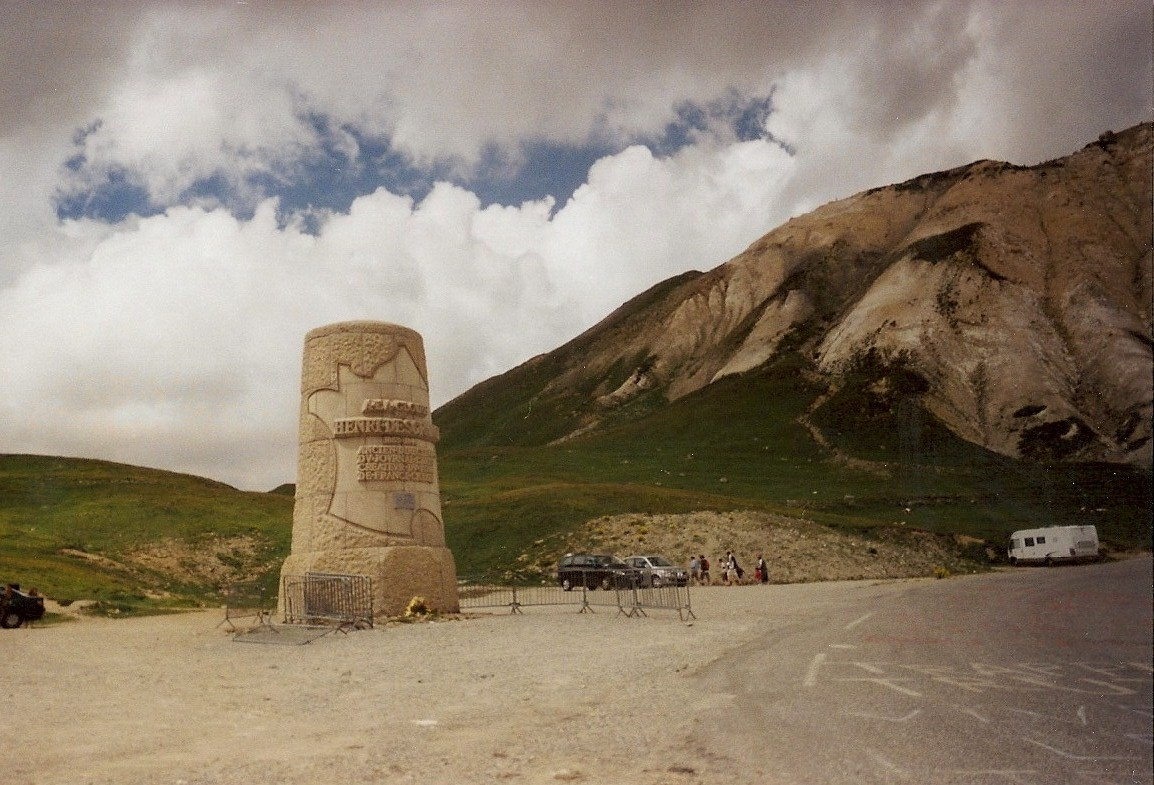
Monument dédié à Henri Desgrange sur le versant sud, à 1 km du col.

Depuis 1949, sur le versant sud, à la sortie du tunnel, s'élève le monument Henri Desgrange (réalisé par l'architecte Alexandre Audouze-Tabourin), grand champion cycliste de la fin du XIXe siècle et instigateur du Tour de France en 1903, qui donne lieu à une récompense pour le coureur passant en tête au col lors de cette course : le souvenir Henri Desgrange. Henri Desgrange écrira dans L'Auto au soir de la première ascension du col au cours du Tour de France ces quelques mots : « Oh ! Sappey ! Oh ! Laffrey ! Oh ! Col Bayard ! Oh ! Tourmalet ! je ne faillirai pas à mon devoir en proclamant qu'à côté du Galibier vous êtes de la pâle et vulgaire bibine : devant ce géant, il n'y a plus qu'à tirer son bonnet et à saluer bien bas !... »,
Le tracé de la 20e étape du Tour de France 2015 a été modifié, en raison de l'éboulement prévu du tunnel du Chambon. Le Conseil départemental de l'Isère annonce le 19 juin l'impossibilité de faire passer une étape du Tour de France à cet endroit à la date prévue et la préfecture de l'Isère annonce le 25 juin 2015 que la route départementale 1091, reliant Grenoble à Briançon, ne pourrait être rouverte avant la course,. Le tracé initialement prévu reprenait quasiment celui de la 19e étape du Tour de France 2011 : départ de Modane, puis passage par le col du Télégraphe, suivi du col du Galibier, gravi cette fois intégralement (l'étape de 2011 passait par le tunnel). Les coureurs seraient ensuite redescendus vers la vallée de l'Oisans après être passés par le col du Lautaret, avant d'atteindre Le Bourg-d'Oisans et de monter vers l'Alpe d'Huez. En conséquence de ce changement de parcours, le souvenir Henri-Desgrange, qui récompense le coureur passé en tête sur le toit du Tour, initialement prévu au sommet du Galibier (2 642 m), a été attribué au col d'Allos (2 250 m), juste avant l’arrivée de la 17e étape à Pra-Loup.

### Tour d'Italie

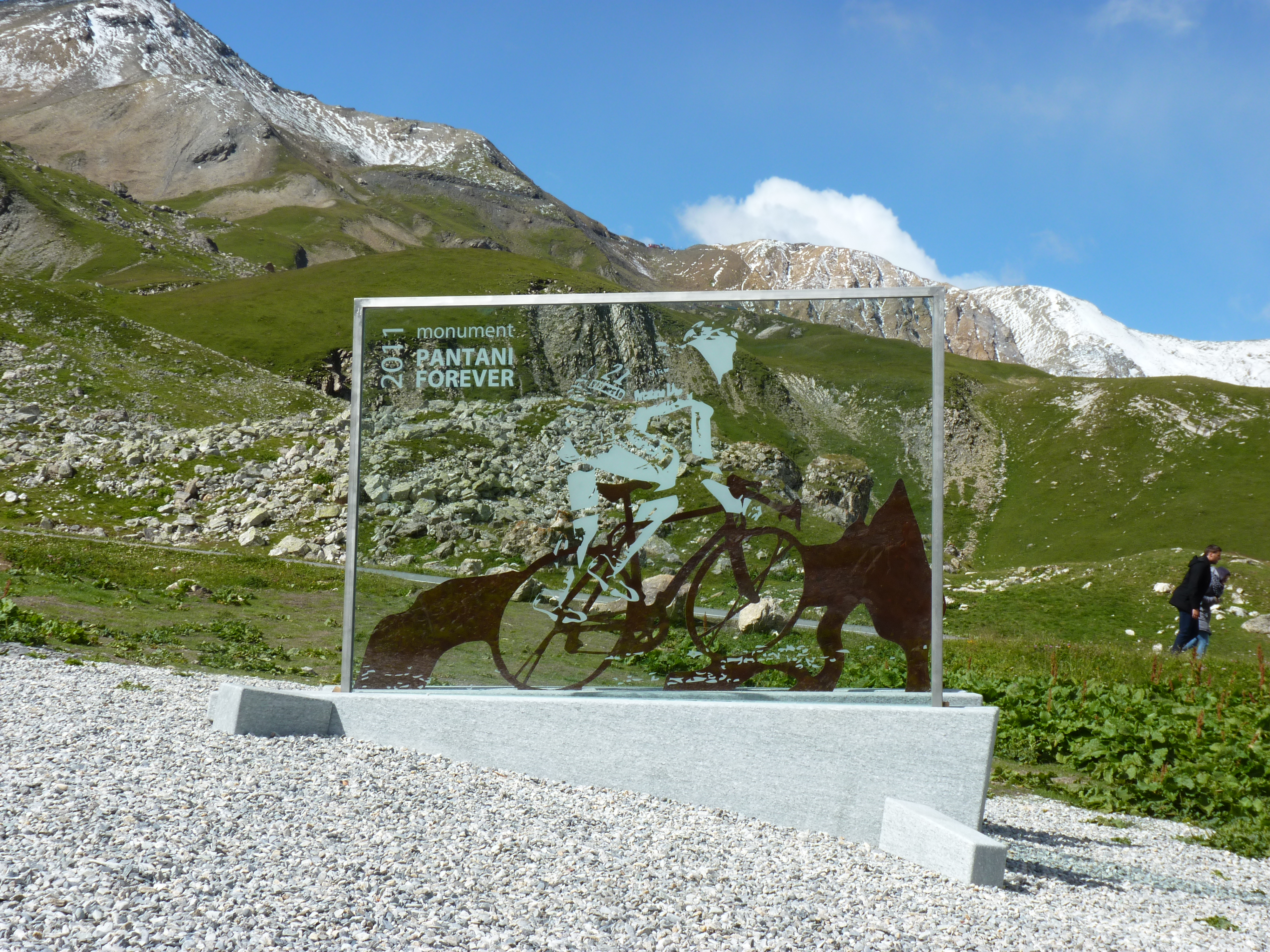
Stèle Marco Pantani, aux Granges du Galibier.

Pour la 96e édition du Giro, une arrivée au col est prévue le 19 mai 2013 avec une ascension par le versant nord savoyard. Toutefois, l'abondance de neige résiduelle oblige les organisateurs à juger l'arrivée aux Granges, à côté du monument dédié à Marco Pantani, quatre kilomètres avant le col, encore fermé a la circulation, et à restreindre le public en dessous de Plan Lachat. C'est Giovanni Visconti qui remporte l'étape en échappée en résistant à ses poursuivants alors que Vincenzo Nibali, à moins d'une minute derrière, contrôle ses rivaux au classement général.

## Panorama au sommet
Un peu plus haut que le col se trouve une table d’orientation érigée par le parc national des Écrins en 1988. De là, on peut voir les glaciers de la Barre des Écrins et de la Meije (massif des Écrins) au sud, le mont Blanc au nord, une des aiguilles d'Arves au nord-ouest, le pic de Rochebrune (massif du Queyras) au sud-est plus loin et enfin le Grand Galibier (3 228 m).

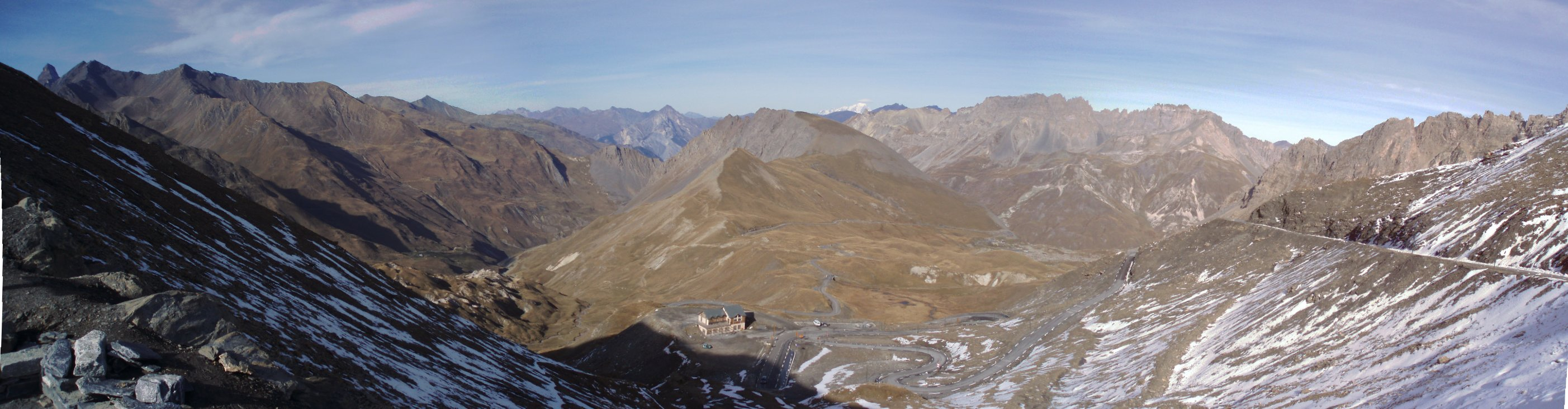
Vue panoramique du col vers le nord.